# Satz von Apollonios

Zu einem Satz von Apollonios über konjugierte Durch/Halbmesser einer Ellipse

Der Satz von Apollonios (oder auch Satz des Apollonios) ist ein klassischer Lehrsatz der Analytischen Geometrie, einem der Teilgebiete der Mathematik. Er geht auf den antiken griechischen Mathematiker Apollonios von Perge zurück und behandelt metrische Eigenschaften der konjugierten Durch- und Halbmesser der Ellipsen in der euklidischen Ebene.

## Formulierung des Satzes
Der Satz besteht aus zwei Teilsätzen, die auch erster und zweiter Satz von Apollonios genannt werden und die folgendermaßen anzugeben sind:
Gegeben sei eine Ellipse {\displaystyle E} der euklidischen Ebene mit Haupt- und Nebenachsen der Längen {\displaystyle 2a,2b>0}.
Dann gilt:
 Erster Satz von Apollonios: Für jedes Paar von konjugierten Durch- und Halbmessern der Ellipse {\displaystyle E} ist die Quadratsumme der jeweiligen Längen stets gleich. Dabei gilt für ein Paar von konjugierten Halbmessern der Längen {\displaystyle c_{1},c_{2}>0} stets {\displaystyle {c_{1}}^{2}+{c_{2}}^{2}=a^{2}+b^{2}}  .
Zweiter Satz von Apollonios: Für jedes Paar von konjugierten Halbmessern besitzt das von diesen innerhalb der Ellipse aufgespannte Dreieck {\displaystyle \Delta } stets denselben Flächeninhalt {\displaystyle F_{\Delta }}, nämlich {\displaystyle F_{\Delta }={\tfrac {a\cdot b}{2}}}  .

## Alternative Formulierungen
Im Bronstein wird der Satz des Apollonios auf andere Weise angegeben. Hier wird nämlich anstelle der Identitätsgleichung des obigen zweiten Satzes des Apollonios die folgende formuliert:
Sind in der Ellipse {\displaystyle E} für ein Paar von konjugierten Halbmessern   {\displaystyle \alpha } und {\displaystyle \beta } die spitzen Winkel dieser beiden mit der Hauptachse, so gilt stets {\displaystyle c_{1}\cdot c_{2}\cdot \sin(\alpha +\beta )=a\cdot b}  .
In einer dritten Version tritt der zweite Satz des Apollonios in Band IV der Enzyklopädie der Elementarmathematik in Erscheinung. Diese lässt sich etwa wie folgt darstellen:
Wird der Ellipse {\displaystyle E} zu einem Paar von konjugierten Durchmesser das zugehörige Parallelogramm {\displaystyle \Pi } umbeschrieben, dessen Seiten paarweise parallel zu einem der beiden konjugierten Durchmesser sind, so hat {\displaystyle \Pi } stets denselben Flächeninhalt {\displaystyle F_{\Pi }}, nämlich {\displaystyle F_{\Pi }=4\cdot a\cdot b}  .

## Beweis der Aussagen
Der Beweis der Aussagen ergibt sich aus der Beschreibung konjugierter Punkte einer Ellipse (s. konjugierte Durchmesser):
Ist die Ellipse durch die Parameterdarstellung
{\displaystyle x(t)=a\cos t,\quad y(t)=b\sin t}
gegeben d. h. als affines Bild des Einheitskreises {\displaystyle {\big (}\cos t,\sin t{\big )},\ 0\leq t<2\pi }, so gehören die Punkte {\displaystyle {\big (}x(t),y(t){\big )},\ {\big (}x(t\pm {\tfrac {\pi }{2}}),y(t\pm {\tfrac {\pi }{2}}{\big )}} als Bilder von orthogonalen Halbmessern des Einheitskreises zu konjugierten Punkten der Ellipse. Mit Hilfe der Additionstheoreme folgt:
- Der Vektor (Halbmesser) {\displaystyle {\vec {c}}_{2}=(-a\sin t,b\cos t)^{T}} ist zum Vektor {\displaystyle {\vec {c}}_{1}=(a\cos t,b\sin t)^{T}} konjugiert.

Es ist
{\displaystyle |{\vec {c}}_{1}|^{2}+|{\vec {c}}_{2}|^{2}=a^{2}\cos ^{2}t+b^{2}\sin ^{2}t+a^{2}\sin ^{2}t+b^{2}\cos ^{2}t=a^{2}+b^{2}\ .}
Der Flächeninhalt des von den Vektoren {\displaystyle {\vec {c}}_{1},{\vec {c}}_{2}} aufgespannten Dreiecks ist:
{\displaystyle F_{\Delta }={\tfrac {1}{2}}\det({\vec {c}}_{1},{\vec {c}}_{2})=\cdots ={\tfrac {1}{2}}ab={\tfrac {1}{2}}c_{1}c_{2}\sin(\alpha +\beta )} (s. Bild und Dreiecksfläche.). Also gilt
{\displaystyle c_{1}c_{2}\sin(\alpha +\beta )=ab}.
Bemerkung: Ein Beweis, der ebenfalls die Determinante benutzt, aber ohne Winkelfunktionen auskommt, findet sich im Beweisarchiv, a.a.0 unter (6.1) und (6.2).
Das der Ellipse umschriebene Parallelogramm aus konjugierten Durchmessern setzt sich aus 8 flächengleichen Dreiecken zusammen. Hieraus folgt die Letzte der Aussagen.

### Hintergrund der Flächenberechnung
Sowohl der erste als auch der zweite Satz von Apollonios lassen sich im Wesentlichen schon mit Mitteln der Schulmathematik herleiten.
Dabei ist für den Hintergrund des zweiten apollonischen Satzes bedeutsam, dass man hier – wie dies etwa die Ellipsenachsenkonstruktion nach Rytz von Brugg nahelegt – die Ellipse {\displaystyle E} auch als kompaktes Flächenstück der reellen Koordinatenebene {\displaystyle \mathbb {R} ^{2}} auffassen kann, die als senkrecht achsenaffines Bild der um den Ursprung gegebenen abgeschlossenen Kreisscheibe {\displaystyle {\overline {B}}_{a}^{2}{\begin{pmatrix}0\\0\end{pmatrix}}} vom Radius {\displaystyle a} entsteht.
Die dabei herangezogene lineare Transformation  
{\displaystyle T\colon \,\mathbb {R} ^{2}\to \mathbb {R} ^{2}}
{\displaystyle {\begin{pmatrix}x\\y\end{pmatrix}}\mapsto {\begin{pmatrix}x\\{\frac {b}{a}}y\end{pmatrix}}={\begin{pmatrix}1&0\\0&{\frac {b}{a}}\\\end{pmatrix}}{\begin{pmatrix}x\\y\end{pmatrix}}}
ist ein Homöomorphismus der Koordinatenebene auf sich selbst.
Folglich erhält man unter Anwendung des Transformationssatzes für den Flächeninhalt eines jeden kompakten Flächenstücks {\displaystyle A\subseteq \mathbb {R} ^{2}}
{\displaystyle F_{T(A)}=\det {\begin{pmatrix}1&0\\0&{\frac {b}{a}}\\\end{pmatrix}}\cdot F_{A}={\frac {b}{a}}\cdot F_{A}}
und damit insbesondere
{\displaystyle F_{\Delta }={\frac {b}{a}}\cdot {\bigl (}{\frac {a^{2}}{2}}{\bigr )}={\frac {a\cdot b}{2}}}
sowie
{\displaystyle F_{\Pi }={\frac {b}{a}}\cdot {\bigl (}4\cdot a^{2}{\bigr )}=4\cdot a\cdot b}  .
Genauso beweist man, dass der Flächeninhalt der gesamten Ellipse
{\displaystyle F_{E}={\frac {b}{a}}\cdot {\bigl (}\pi \cdot a^{2}{\bigr )}=\pi \cdot a\cdot b}
beträgt.